# Progressione del record mondiale del getto del peso maschile

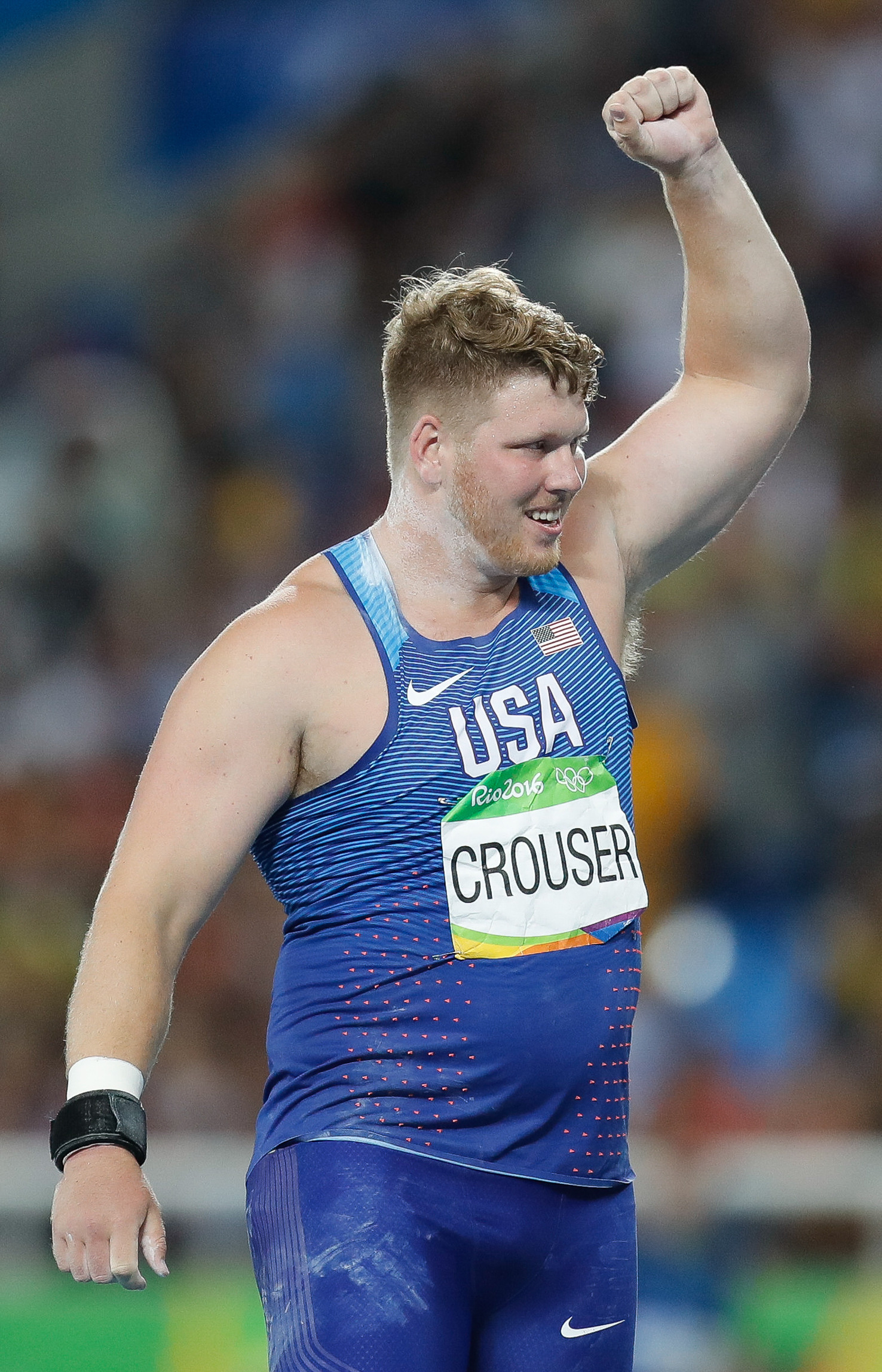
Ryan Crouser, detentore dei record mondiali della specialità

La voce seguente illustra la progressione del record mondiale del getto del peso maschile di atletica leggera.
Il primo record mondiale maschile venne riconosciuto dalla federazione internazionale di atletica leggera nel 1912, quando venne ratificato il primato di Ralph Rose datato 1909, mentre il primo record mondiale indoor risale al 1987. Ad oggi, la World Athletics ha ratificato ufficialmente 53 record mondiali assoluti e 3 record mondiali indoor di specialità.

## Progressione

### Record assoluti
| Misura  | Atleta               | Nazione               | Luogo                        | Data              | Note |
| ------- | -------------------- | --------------------- | ---------------------------- | ----------------- | ---- |
| 15,54 m | Ralph Rose           | Stati Uniti d'America | San Francisco, Stati Uniti   | 21 agosto 1909    |      |
| 15,79 m | Emil Hirschfeld      | Germania              | Breslavia, Germania          | 6 maggio 1928     |      |
| 15,87 m | John Kuck            | Stati Uniti           | Amsterdam, Paesi Bassi       | 29 luglio 1928    |      |
| 16,04 m | Emil Hirschfeld      | Germania              | Bochum, Germania             | 26 agosto 1928    |      |
| 16,04 m | František Douda      | Cecoslovacchia        | Brno, Cecoslovacchia         | 4 ottobre 1931    |      |
| 16,05 m | Zygmunt Heljasz      | Polonia               | Poznań, Polonia              | 29 giugno 1932    |      |
| 16,16 m | Leo Sexton           | Stati Uniti           | Freeport, Stati Uniti        | 27 agosto 1932    |      |
| 16,20 m | František Douda      | Cecoslovacchia        | Praga, Cecoslovacchia        | 24 settembre 1932 |      |
| 16,48 m | John Lyman           | Stati Uniti           | Palo Alto, Stati Uniti       | 21 aprile 1934    |      |
| 16,80 m | Jack Torrance        | Stati Uniti           | Des Moines, Stati Uniti      | 27 aprile 1934    |      |
| 16,89 m | Jack Torrance        | Stati Uniti           | Milwaukee, Stati Uniti       | 30 giugno 1934    |      |
| 17,40 m | Jack Torrance        | Stati Uniti           | Oslo, Norvegia               | 5 agosto 1934     |      |
| 17,68 m | Charlie Fonville     | Stati Uniti           | Lawrence, Stati Uniti        | 17 aprile 1948    |      |
| 17,79 m | Jim Fuchs            | Stati Uniti           | Oslo, Norvegia               | 28 luglio 1949    |      |
| 17,82 m | Jim Fuchs            | Stati Uniti           | Los Angeles, Stati Uniti     | 29 aprile 1950    |      |
| 17,90 m | Jim Fuchs            | Stati Uniti           | Visby, Svezia                | 20 agosto 1950    |      |
| 17,95 m | Jim Fuchs            | Stati Uniti           | Eskilstuna, Svezia           | 22 agosto 1950    |      |
| 18,00 m | Parry O'Brien        | Stati Uniti           | Fresno, Stati Uniti          | 9 maggio 1953     |      |
| 18,04 m | Parry O'Brien        | Stati Uniti           | Compton, Stati Uniti         | 5 giugno 1953     |      |
| 18,42 m | Parry O'Brien        | Stati Uniti           | Los Angeles, Stati Uniti     | 8 maggio 1954     |      |
| 18,43 m | Parry O'Brien        | Stati Uniti           | Los Angeles, Stati Uniti     | 21 maggio 1954    |      |
| 18,54 m | Parry O'Brien        | Stati Uniti           | Los Angeles, Stati Uniti     | 11 giugno 1954    |      |
| 18,62 m | Parry O'Brien        | Stati Uniti           | Salt Lake City, Stati Uniti  | 5 maggio 1956     |      |
| 18,69 m | Parry O'Brien        | Stati Uniti           | Los Angeles, Stati Uniti     | 15 giugno 1956    |      |
| 19,06 m | Parry O'Brien        | Stati Uniti           | Eugene, Stati Uniti          | 3 settembre 1956  |      |
| 19,25 m | Parry O'Brien        | Stati Uniti           | Los Angeles, Stati Uniti     | 1º novembre 1956  |      |
| 19,25 m | Dallas Long          | Stati Uniti           | Santa Barbara, Stati Uniti   | 28 marzo 1959     |      |
| 19,30 m | Parry O'Brien        | Stati Uniti           | Albuquerque, Stati Uniti     | 1º agosto 1959    |      |
| 19,38 m | Dallas Long          | Stati Uniti           | Los Angeles, Stati Uniti     | 5 marzo 1960      |      |
| 19,45 m | Bill Nieder          | Stati Uniti           | Palo Alto, Stati Uniti       | 19 marzo 1960     |      |
| 19,67 m | Dallas Long          | Stati Uniti           | Los Angeles, Stati Uniti     | 26 marzo 1960     |      |
| 19,99 m | Bill Nieder          | Stati Uniti           | Austin, Stati Uniti          | 2 aprile 1960     |      |
| 20,06 m | Bill Nieder          | Stati Uniti           | Walnut, Stati Uniti          | 12 agosto 1960    |      |
| 20,08 m | Dallas Long          | Stati Uniti           | Los Angeles, Stati Uniti     | 18 maggio 1962    |      |
| 20,10 m | Dallas Long          | Stati Uniti           | Los Angeles, Stati Uniti     | 4 aprile 1964     |      |
| 20,20 m | Dallas Long          | Stati Uniti           | Los Angeles, Stati Uniti     | 29 maggio 1964    |      |
| 20,68 m | Dallas Long          | Stati Uniti           | Los Angeles, Stati Uniti     | 25 luglio 1964    |      |
| 21,52 m | Randy Matson         | Stati Uniti           | College Station, Stati Uniti | 8 maggio 1965     |      |
| 21,78 m | Randy Matson         | Stati Uniti           | College Station, Stati Uniti | 22 aprile 1967    |      |
| 21,82 m | Al Feuerbach         | Stati Uniti           | San Jose, Stati Uniti        | 5 maggio 1973     |      |
| 21,85 m | Terry Albritton      | Stati Uniti           | Honolulu, Stati Uniti        | 21 febbraio 1976  |      |
| 22,00 m | Aleksandr Baryšnikov | Unione Sovietica      | Colombes, Francia            | 10 luglio 1976    |      |
| 22,15 m | Udo Beyer            | Germania Est          | Göteborg, Svezia             | 6 luglio 1978     |      |
| 22,22 m | Udo Beyer            | Germania Est          | Los Angeles, Stati Uniti     | 25 giugno 1983    |      |
| 22,62 m | Ulf Timmermann       | Germania Est          | Berlino Est, Germania Est    | 22 settembre 1985 |      |
| 22,64 m | Udo Beyer            | Germania Est          | Berlino Est, Germania Est    | 20 agosto 1986    |      |
| 22,72 m | Alessandro Andrei    | Italia                | Viareggio, Italia            | 12 agosto 1987    |      |
| 22,84 m | Alessandro Andrei    | Italia                | Viareggio, Italia            | 12 agosto 1987    |      |
| 22,91 m | Alessandro Andrei    | Italia                | Viareggio, Italia            | 12 agosto 1987    |      |
| 23,06 m | Ulf Timmermann       | Germania Est          | La Canea, Grecia             | 22 maggio 1988    |      |
| 23,12 m | Randy Barnes         | Stati Uniti           | Los Angeles, Stati Uniti     | 20 maggio 1990    |      |
| 23,37 m | Ryan Crouser         | Stati Uniti           | Eugene, Stati Uniti          | 18 giugno 2021    |      |
| 23,56 m | Ryan Crouser         | Stati Uniti           | Los Angeles, Stati Uniti     | 27 maggio 2023    |      |

### Record indoor
| Misura  | Atleta         | Nazione     | Luogo                     | Data            | Note |
| ------- | -------------- | ----------- | ------------------------- | --------------- | ---- |
| 22,26 m | Werner Günthör | Svizzera    | Magglingen, Svizzera      | 8 febbraio 1987 |      |
| 22,66 m | Randy Barnes   | Stati Uniti | Los Angeles, Stati Uniti  | 20 gennaio 1989 |      |
| 22,82 m | Ryan Crouser   | Stati Uniti | Fayetteville, Stati Uniti | 24 gennaio 2021 |      |